# 富恒乡
富恒乡，是中华人民共和国云南省大理白族自治州漾濞彝族自治县下辖的一个乡镇级行政单位。

## 行政区划
富恒乡下辖以下地区：
富恒村、长寿村、密马村、罗里密村、白荞村和石竹村。